# Damas Calvet i de Budallès

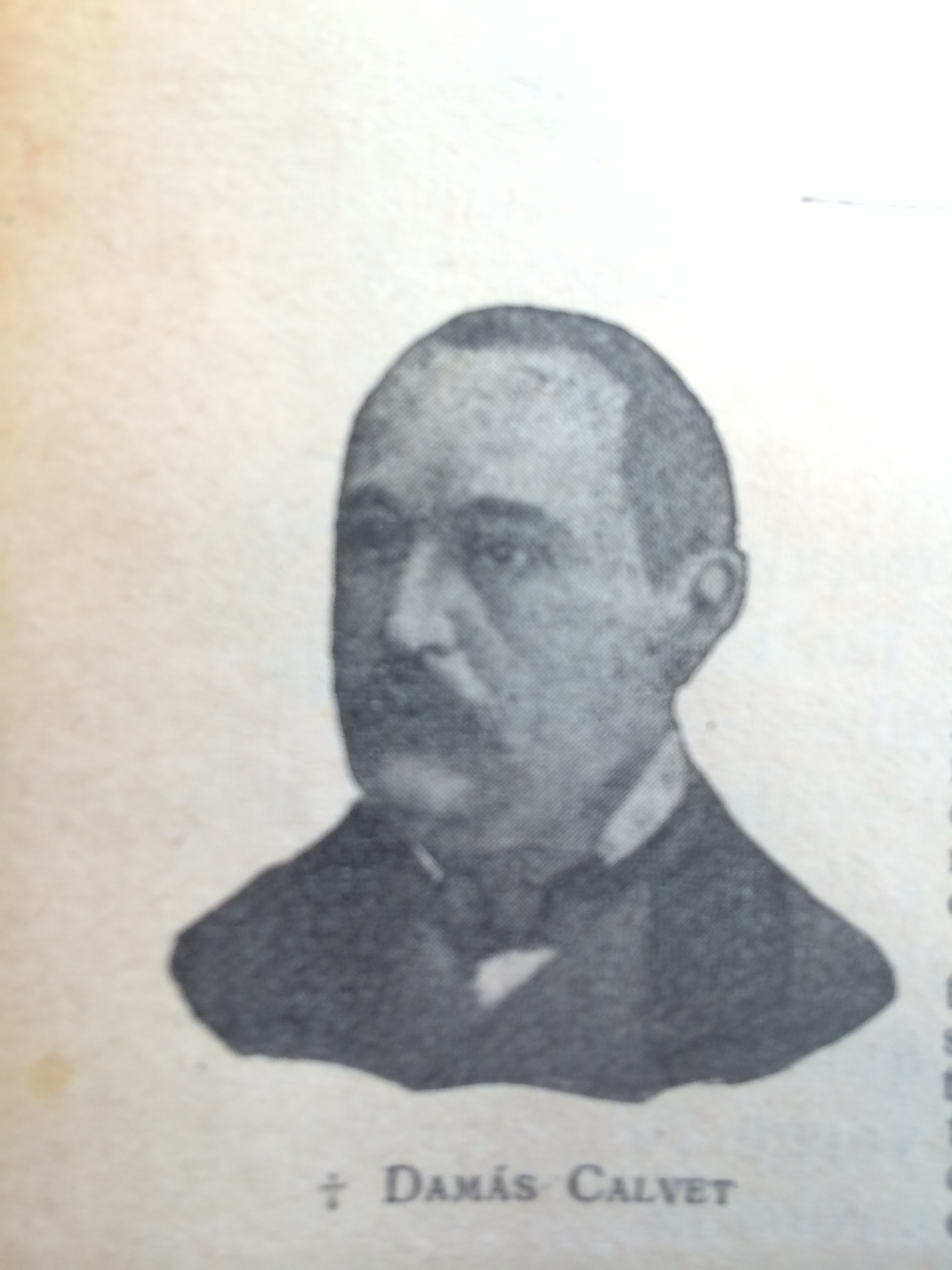
Damas Calvet

Damas Calvet i de Budallès (hiszp. Damas Calvet de Budallés; ur. 11 grudnia 1836 w Figueres, zm. 2 listopada 1891 w Barcelonie) – hiszpański inżynier, poeta i dramaturg, tworzący w języku katalońskim.
Ukończył studia w barcelońskiej Szkole Inżynierii Przemysłowej. Już w młodych latach publikował swoje katalońskie wiersze w pismach „La Corona d'Aragó” i „Els Trobadors”, współpracował także przy tworzeniu antologii Los trobadors nous (Nowi trubadurzy, 1858). Na igrzyskach kwietnych w roku 1859 zdobył główną nagrodę. Od roku 1861 współpracował z prowansalskim ruchem felibrów, tłumacząc na kataloński wiersze Frédérica Mistrala, Théodore'a Aubanela i Josepha Roumanille'a. W roku 1886 opublikował swoje najważniejsze dzieło, obszerny poemat historyczny Mallorca cristiana (Chrześcijańska Majorka), opowiadający o podbiciu Majorki przez Jakuba I Zdobywcę.